# 汉口华俄道胜银行旧址
华俄道胜银行汉口分行大楼是华俄道胜银行在中国汉口的分行大楼，该分行开设于1896年，坐落在汉口俄租界江滩，今沿江大道162號（与黎黃陂路的拐角處），是一幢造型简洁明快的古典建築。地面4層，1—3楼均设内廊，但每层楼的窗户造型各异，使得整座楼显得富于变化。1926年华俄道胜银行宣布全面停业，不久北伐军进占武汉三镇，此樓成為国民政府的中央银行大楼，宋慶齡曾住在二樓。中华人民共和国成立后，成为武汉军区胜利文工团驻地。现在为武漢藍光電力公司使用，并建立了“宋慶齡紀念館”。并被列为武汉优秀历史建筑。2019年10月7日公布为全国重点文物保护单位，并入第六批全国重点文物保护单位汉口近代建筑群。

## 相册

早期建筑影像（镜像翻转）
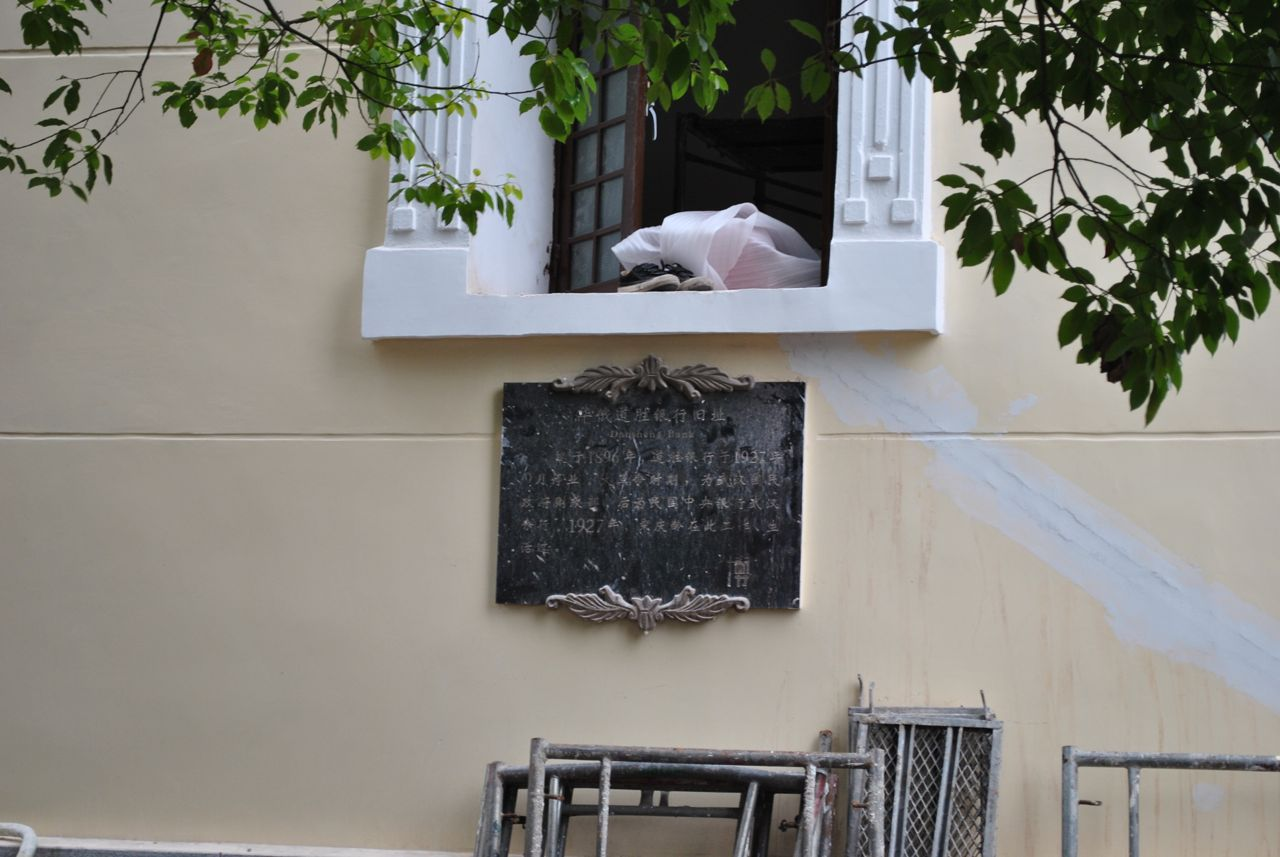
建筑侧面的介绍铭牌